# Мегр-е Олья
Мегр-е Олья (перс. مهرعليا) — село в Ірані, у дегестані Енадж, у бахші Каре-Чай, шагрестані Хондаб остану Марказі. За даними перепису 2006 року, його населення становило 1449 осіб, що проживали у складі 371 сім'ї.

## Клімат
Середня річна температура становить 12,08 °C, середня максимальна – 30,86 °C, а середня мінімальна – -8,56 °C. Середня річна кількість опадів – 287 мм.
| Клімат поселення                              | Клімат поселення | Клімат поселення | Клімат поселення | Клімат поселення | Клімат поселення | Клімат поселення | Клімат поселення | Клімат поселення | Клімат поселення | Клімат поселення | Клімат поселення | Клімат поселення | Клімат поселення |
| Показник                                      | Січ.             | Лют.             | Бер.             | Квіт.            | Трав.            | Черв.            | Лип.             | Серп.            | Вер.             | Жовт.            | Лист.            | Груд.            |                  |
| Середній максимум, °C                         | 7,27             | 9,03             | 12,49            | 18,46            | 23,55            | 28,79            | 30,86            | 30,66            | 25,68            | 19,70            | 13,29            | 7,97             |                  |
| Середня температура, °C                       | −0,65            | 1,10             | 4,58             | 10,54            | 15,64            | 20,86            | 24,97            | 24,77            | 19,78            | 13,82            | 7,41             | 2,08             |                  |
| Середній мінімум, °C                          | −8,56            | −6,8             | −3,33            | 2,62             | 7,73             | 12,96            | 19,08            | 18,88            | 13,90            | 7,91             | 1,50             | −3,8             |                  |
| Норма опадів, мм                              | 43               | 38               | 51               | 37               | 32               | 6                | 1                | 1                | 0                | 8                | 28               | 42               |                  |
| Середньомісячна швидкість вітру, м/с          | 1.96             | 2.57             | 3.16             | 3.26             | 2.85             | 2.48             | 2.48             | 2.49             | 2.36             | 2.18             | 1.70             | 2.14             |                  |
| Середньомісячна сонячна радіація, кДж/м²·день | 9102             | 12304            | 14833            | 18204            | 22260            | 26973            | 25869            | 24066            | 21181            | 15604            | 10859            | 8845             |                  |
| --------------------------------------------- | ---------------- | ---------------- | ---------------- | ---------------- | ---------------- | ---------------- | ---------------- | ---------------- | ---------------- | ---------------- | ---------------- | ---------------- | ---------------- |
| Джерело:                                      |                  |                  |                  |                  |                  |                  |                  |                  |                  |                  |                  |                  |                  |